# Флаги Сахалинской области
Список флагов муниципальных образований Сахалинской области Российской Федерации.
Все муниципальные образования Сахалинской области имеют утверждённые флаги.
На 1 января 2020 года в Сахалинской области насчитывалось 18 муниципальных образований — 18 городских округов.

## Флаги городских округов
| Флаг | Наименование                                                  | Дата утверждения                | Номер в ГГР |
| ---- | ------------------------------------------------------------- | ------------------------------- | ----------- |
|      | Флаг городского округа «Александровск-Сахалинский район»      | 12 апреля 2010                  |             |
|      | Флаг муниципального образования «Анивский городской округ»    | 5 мая 2011                      | 6919        |
|      | Флаг муниципального образования городской округ «Долинский»   | 27 февраля 2006                 | 2261        |
|      | Флаг муниципального образования «Курильский городской округ»  | 30 сентября 2002 14 января 2010 | 1045        |
|      | Флаг муниципального образования «Макаровский городской округ» | 26 декабря 2013                 | 10381       |
|      | Флаг муниципального образования «Невельский городской округ»  | 3 марта 2000 23 ноября 2011     | 606         |
|      | Флаг муниципального образования «Городской округ Ногликский»  | 8 апреля 2004                   | 1442        |
|      | Флаг муниципального образования городской округ «Охинский»    | 12 августа 2003 24 февраля 2011 | 1282        |

| Флаг | Наименование                                                           | Дата утверждения              | Номер в ГГР |
| ---- | ---------------------------------------------------------------------- | ----------------------------- | ----------- |
|      | Флаг муниципального образования Поронайский городской округ            | 26 мая 2004 5 сентября 2006   | 1498        |
|      | Флаг муниципального образования Северо-Курильский городской округ      | 5 августа 2004                | 1794        |
|      | Флаг муниципального образования «Томаринский городской округ»          | 30 сентября 2003              | 1341        |
|      | Флаг муниципального образования «Тымовский городской округ»            | 10 сентября 2014              |             |
|      | Флаг Углегорского городского округа                                    | 19 мая 2011                   | 6925        |
|      | Флаг муниципального образования «Холмский городской округ»             | 10 июля 2002 28 сентября 2006 | 1010        |
|      | Флаг муниципального образования «Южно-Курильский городской округ»      | 13 ноября 2002                | 1126        |
|      | Флаг муниципального образования городской округ «Город Южно-Сахалинск» | 22 сентября 2005              | 1994        |

## Флаги упразднённых субъектов
| Флаг | Наименование                                                             | Дата утверждения              | Утратил силу | Номер в ГГР | Примечания |
| ---- | ------------------------------------------------------------------------ | ----------------------------- | ------------ | ----------- | --- |
|      | Флаг муниципального образования «Городской округ „Вахрушев“»             | 5 сентября 2002 30 марта 2007 |              | 1012        | Законом Сахалинской области от 13 июля 2012 года № 79−ЗО, муниципальные образования «Городской округ „Вахрушев“» и городской округ «Поронайский» преобразованы в муниципальное образование Поронайский городской округ. |
|      | Флаг Шахтёрского городского поселения Углегорского муниципального района |                               |              |             | Законом Сахалинской области от 26 декабря 2016 года № 120−ЗО все муниципальные образования Углегорского муниципального района были преобразованы в Углегорский городской округ.                                         |

## Упразднённые флаги
| Флаг | Наименование                                               | Дата утверждения | Дата отмены     |
| ---- | ---------------------------------------------------------- | ---------------- | --------------- |
|      | Флаг городского округа «Александровск-Сахалинский район»   | 28 марта 2007    | 12 апреля 2010  |
|      | Флаг муниципального образования «Анивский городской округ» | 18 сентября 2002 | 5 мая 2011      |
|      | Флаг муниципального образования «Охинский район»           | 12 августа 2003  | 24 февраля 2011 |

| Флаг | Наименование                                           | Дата утверждения | Дата отмены      |
| ---- | ------------------------------------------------------ | ---------------- | ---------------- |
|      | Флаг муниципального образования «Холмский район»       | 29 июня 2000     | 10 июля 2002     |
|      | Флаг муниципального образования «Город Южно-Сахалинск» | 23 июля 1998     | 22 сентября 2005 |